# Robert Winkler (Freestyle-Skier)
Robert Winkler (* 24. Jänner 1991 in Bruck an der Mur) ist ein österreichischer Freestyle-Skier. Er startet in der Disziplin Skicross.
Winkler debütierte in der Saison 2010/11 im Freestyle-Skiing-Weltcup. Seine beste Platzierung war der sechste Rang am 5. Dezember 2015 in Montafon. 2013 erreichte er den zweiten Platz bei den österreichischen Staatsmeisterschaften.
Winkler vertrat Österreich 2018 bei den Olympischen Winterspielen in Pyeongchang. 
Winkler lebt in Langenwang.